# Torre di Bastia (Gorra)
La torre di Bastia è una torre quadrangolare di origine medioevale situata nel comune di Finale Ligure, in provincia di Savona.

## Descrizione

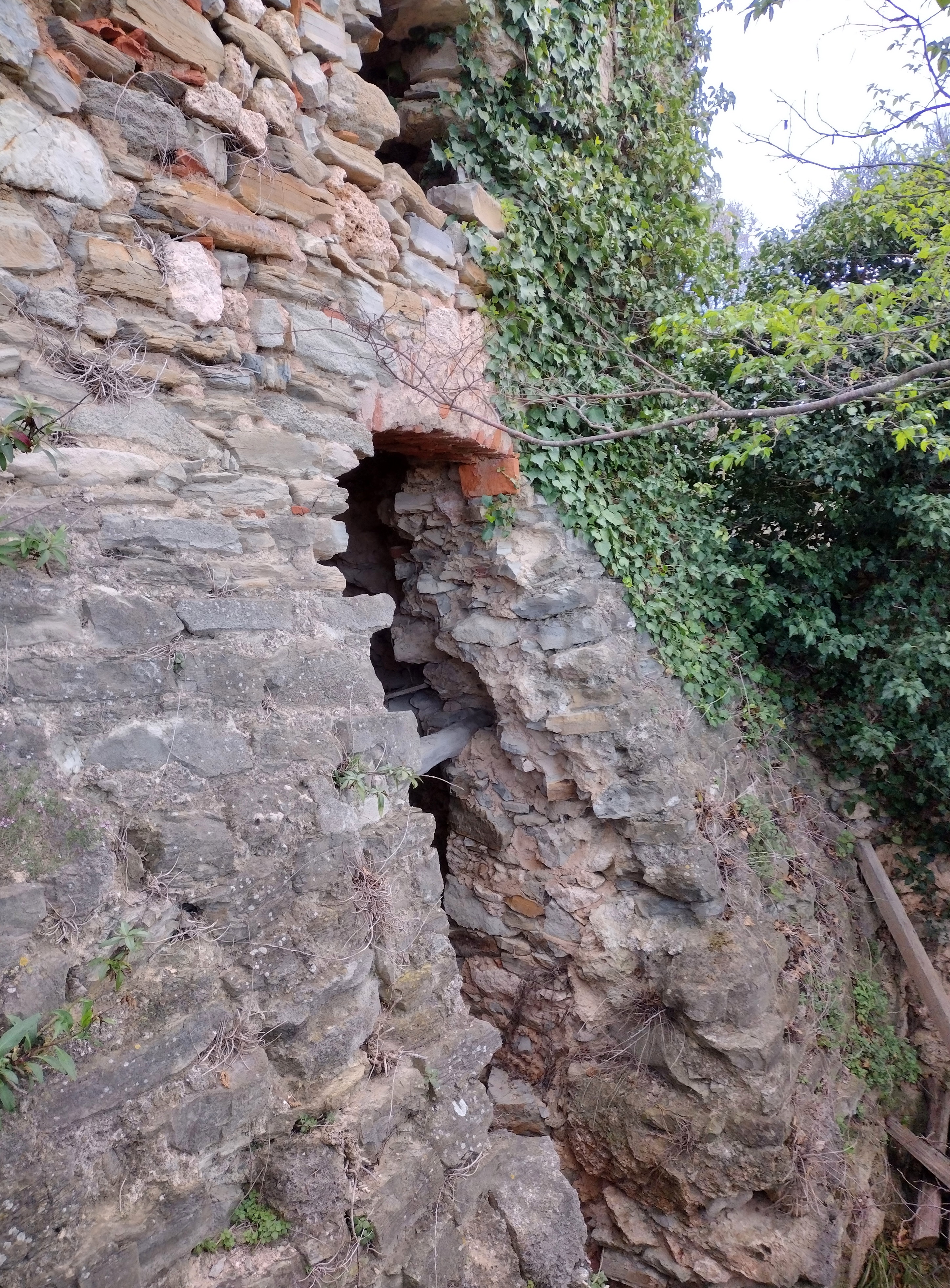
Dettaglio della scarpa

La torre sorge non lontana dal centro di Gorra, in direzione del promontorio della Caprazoppa, sulla sommità di un rilievo a 321 metri di quota. L'edificio è oggi una bassa torre quadrata la cui base è notevolmente scarpata, senza il cordolo di separazione tra la scarpa e soprastante parte dell'edificio. In passato era però decisamente più alta. La torre è in conci di pietra, con alcune piccole parti realizzate in laterizio. All'interno si possono rilevare alcuni residui di solai in legno che ripartivano verticalmente l'ambiente.
A breve distanza dalla torre si trovano due menhir protostorici, uno dei quali tuttora in piedi e l'altro invece a terra, spezzato in due tronconi.

## Storia

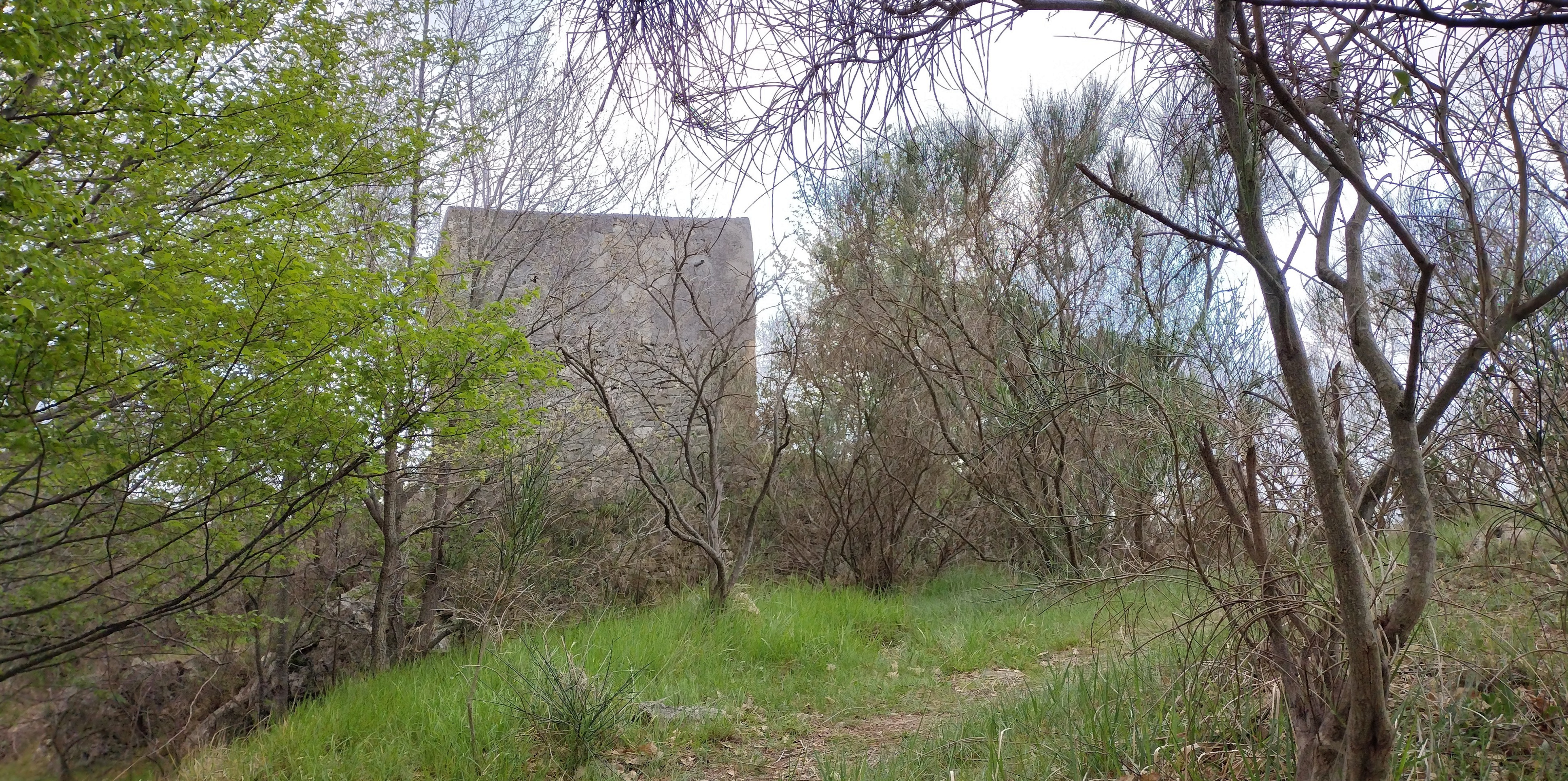
La torre vista da nord, con la vegetazione medirtrranea che oggi la circonda

La torre, un tempo più alta di oggi, venne fatta costruire dal marchese Enrico II del Carretto dopo l'acquisto da parte del marchesato del territorio di Verezzi, Gorra, Olle, Borgio e Pietra, avvenuto nel 1212. In origine era denominata Torre di Gorra.
Dalla sua posizione topograficamente dominante è in contatto visivo con Castel Gavone, posto a difesa di Finalborgo, la capitale del marchesato. La principale funzione strategica era quella di controllare la strada di accesso al Colle del Melogno. Venne pesantemente coinvolta nella Guerra del Finale, quando nel 1448 la sua guarnigione resistette accanitamente a preponderanti truppe genovesi. Alla torre venne aggiunto lateralmente, in epoca imprecisata, un corpo di fabbrica trapezioidale, che in passato era utilizzato come fienile e che oggi è in gran parte crollato.
La torre è oggi di proprietà privata, e la sua tutala è affidata alla Soprintendenza Archeologia Belle Arti e Paesaggio per le province di Imperia e Savona.

## Tutela
Nel 1979, con decreto del Ministero per i beni culturali e ambientali, la torre di Bastia è stata dichiarata di interesse particolarmente importante ai sensi della legge n. 1089/1939 "per la tutela delle cose di interesse artistico e storico".

## Cartografia
- Cartografia ufficiale italiana in scala 1:25.000 e 1:100.000, Istituto Geografico Militare.